# Amanita velosa
Amanita velosa é um fungo que pertence ao gênero de cogumelos Amanita na ordem Agaricales. É encontrado no oeste da América do Norte.